# Radosa albicosta
Radosa albicosta là một loài bướm đêm trong họ Erebidae.